# Gloydius himalayanus
Gloydius himalayanus este o specie de șerpi din genul Gloydius, familia Viperidae, descrisă de Günther 1864. Conform Catalogue of Life specia Gloydius himalayanus nu are subspecii cunoscute.